# Johann Evangelist von Reindel
Johann Evangelist Ritter von Reindel auch Johann Evangelist Ritter von Reindl (* 23. Dezember 1772; † 18. April 1850 in Passau) war ein bayerischer Jurist und Politiker.

## Werdegang
Reindel war Gutsbesitzer in Aholfing und Direktor des kgl. bayerischen Appellationsgerichtes in Straubing. Von 1825 bis 1828 und noch einmal 1837 gehörte er als Abgeordneter der Klasse V der Kammer der Abgeordneten an und war ab März 1828 Mitglied des Präsidiums der Kammer.
Der Chronist Johann Georg von Aretin bezeichnete ihn als „eine gemeine kriechende Seele ohne Kraft und Charakter“. Zusammen mit Johann Martin Karl Vetterlein und Franz Joseph Häcker bildete er das „ministerielle Kleeblatt“.
Wegen seines Einsatzes für den Erhalt des Humanistischen Gymnasiums wurde er am 5. August 1825 zum Ehrenbürger der Stadt Straubing ernannt.